# 얘네들 MONEY?!
《얘네들 MONEY?!》는 2016년 11월 16일부터 2016년 12월 1일까지 네이버TV에서 공개된 천하금융고등학교를 배경으로 한 청춘 로맨스 웹드라마이다.

## 등장인물
- 정다빈 : 나보람 역
- 차학연 : 최금손 역
- 이홍빈 : 진시환 역
- 김찬미 : 금혜라 역
- 최수한 : 은경태 역
- 천영민 : 은방실 역
- 이승형 : 금왕 역
- 김태윤 : 김철석 역

### 특별출연
- 윤영주 : 혜라 모 역
- 김선빈 : 시환 부 역
- 최종훈 : 학주 역
- 이아린 : 최선생 역
- 티 나인 : 버스커연주자 역

## 회차별 부제
| 회차 | 업로드 일자      | 부제                   | 러닝 타임 |
| ---- | ---------------- | ---------------------- | --------- |
| 1화  | 2016년 11월 16일 | 피싱맨을 잡아라        | 11:00     |
| 2화  | 2016년 11월 17일 | 돈의 가치, 인간의 가치 | 14:38     |
| 3화  | 2016년 11월 23일 | 종자돈의 비밀          | 13:58     |
| 4화  | 2016년 11월 24일 | 누가 앞서는 자인가     | 14:40     |
| 5화  | 2016년 11월 30일 | 쇼핑, 그 달콤한 유혹   | 13:51     |
| 6화  | 2016년 12월 1일  | 승부는 이제부터        | 16:33     |